# 平成史スクープドキュメント
『平成史スクープドキュメント』（へいせいしスクープドキュメント）は、NHK『NHKスペシャル』で2018年から2019年に放送されていたシリーズ企画。

## 概要
2019年5月1日から平成から新元号へ移行するにあたり、NHKの顔として平成を伝えたキャスターをインタビュアーやリポーターに起用し平成がどんな時代だったかを象徴的な事件や出来事に光を当て新たな証言や資料を基に掘り下げながら時代を俯瞰して見つめていく大型シリーズ企画。当初は2018年9月30日より放送開始予定だったが、台風24号関連のニュースに伴い10月21日開始に延期された。

## 放送リスト
※肩書は特記がないものはNHK放送センター報道部記者。担当番組が記されているものは、放送当時のもの
| 回 | サブタイトル                                           | 放送日          | 放送時間（JST） | リポーター                                                                     |
| -- | ------------------------------------------------------ | --------------- | --------------- | ------------------------------------------------------------------------------ |
| 1  | 大リーガー NOMO ～“トルネード” 日米の衝撃～            | 2018年 10月21日 | 21:00 - 22:00   | 大越健介（サンデースポーツ2020MC）                                             |
| 2  | バブル 終わらない清算 ～山一証券破綻の深層～           | 12月2日         | 21:00 - 21:50   | 有馬嘉男（ニュースウオッチ9MC）                                                |
| 3  | “劇薬”が日本を変えた ～秘録 小選挙区制導入～           | 12月22日        | 21:00 - 21:50   | 大越健介                                                                       |
| 4  | 安室奈美恵 最後の告白                                  | 2019年 1月20日  | 21:00 - 21:50   | -                                                                              |
| 5  | “ノーベル賞会社員” ～科学技術立国の苦闘～              | 2月17日         | 21:00 - 21:50   | 国谷裕子（フリージャーナリスト・元クローズアップ現代MC）                       |
| 6  | 東京 超高層シティー 光と影                             | 4月6日          | 21:00 - 21:50   | 有馬嘉男                                                                       |
| 7  | 自衛隊 変貌の30年 ～幹部たちの告白～                   | 4月20日         | 21:00 - 21:50   | 吉田好克（NHK放送センター社会部記者・防衛担当デスク）                          |
| 8  | 情報革命 ふたりの軌跡 ～インターネットは何を変えたか～ | 4月28日         | 21:00 - 21:50   | 井上裕貴（NHK放送センター・アナウンス部 NHKニュース7土・日・祝日アシスタント） |

- ナレーター：広瀬修子（第4話を除く）、ジョン・カビラ（第4話のみ）

1. ↑  2018年9月に芸能界を引退しており、インタビューはその直前の8月に収録した

## サウンドトラック
- NHKスペシャル 平成史 スクープドキュメント（千住明指揮・東京フィルハーモニー交響楽団 2018年12月26日 avex-CLASSICS AVCL-25986）